# David Rodríguez Lombán
David Rodríguez Lombán (Avilés, 5 juni 1987) is een Spaans voetballer die doorgaans als verdediger speelt. Hij tekende in september 2017 bij SD Eibar, dat hem transfervrij inlijfde.

## Clubcarrière
Lombán speelde in de jeugd van Real Oviedo. Als juvenil maakte hij de overstap naar Valencia CF. In 2006 raakte Lombán tijdens een trainingskamp met het eerste elftal zwaar geblesseerd aan zijn knie, waarna een revalidatie van meerdere maanden volgde. In het seizoen 2007/08 werd Lombán een vaste waarde in het tweede elftal, Valencia CF. In december 2007 liet hoofdcoach Ronald Koeman hem in een competitiewedstrijd tegen FC Barcelona debuteren in het eerste elftal. Lombán brak niet door bij Valencia CF en na een seizoen op huurbasis bij UD Salamanca in 2009/10 vertrok de verdediger in 2010 naar Xerez CD. In 2012 contracteerde FC Barcelona hem voor het tweede elftal. Na één seizoen vertrok Lombán naar Elche CF. Hier speelde hij drie jaar, waarna zijn contract afliep.
1 Dmitrović ·
2 Burgos · 
3 Bigas · 
4 Oliveira ·
5 Martínez ·
6 Álvarez ·
7 González ·
8 Diop ·
9 Enrich  ·
10 Expósito ·
11 Soares ·
12 Muto ·
13 Yoel ·
14 Inui ·
15 José Ángel ·
16 Olabe ·
17 Kike ·
18 Recio ·
19 Kądzior ·
20 Correa ·
21 León ·
22 Pozo ·
23 Arbilla ·
24 Rodrigues ·
25 Gil ·
Coach: Mendilibar